# Tienshanosaurus chitaiensis
Tienshanosaurus chitaiensis („ještěr z pohoří Ťan-šan“) byl druh dlouhokrkého sauropodního dinosaura z čeledi Mamenchisauridae, žijícího v období svrchní jury (asi před 160 miliony let) na území současné západní Číny (Ujgurská autonomní oblast Sin-ťiang, geologické souvrství Š'-šu-kou). S délkou kolem 12 metrů a hmotností dospělého slona afrického patřil spíše mezi menší sauropodní dinosaury.

## Objev a popis
Fosilie tohoto dinosaura (holotyp dnes nese katalogové označení IVPP AS 40002-3) byly objeveny dne 11. září 1928 čínským profesorem geologie jménem Jüan Fu. Jednalo se o rozsáhlý objev asi třiceti koster dospělých a tří mladých jedinců neznámého druhu sauropoda, které vědec postupně v průběhu dalších týdnů odkrýval. K objevu došlo v sedimentech souvrství Š'-šu-kou, pocházejících z geologického věku oxford (stáří kolem 160 milionů let). Nálezy, včetně fosilizovaných vajec, byly odeslány do Pekingu, kde je zkoumal slavný čínský paleontolog Jang Čung-ťien (na západě známý jako "C. C. Young"). Ten dinosaura formálně popsal v roce 1937, kdy mu přidělil jméno Tienshanosaurus chitaiensis. Rodové jméno odkazuje k pohoří Ťan-šan, druhové pak k lokalitě Čchi-tchaj, kde byly fosilie objeveny.

## Příbuzenství
Původně byl tento sauropod zahrnován do skupiny Euhelopodidae jako blízký příbuzný rodu Euhelopus. Později býval zařazován také do čeledí Astrodontidae, Camarasauridae nebo Brachiosauridae, v současnosti je však obecně řazen spíše do čeledi Mamenchisauridae. Jeho přesnějšímu zařazení však brání fragmentární povaha nalezených fosilií i fakt, že ještě nebyl dostatečně detailně popsán.